# 웨딩드레스 (1997년 드라마)
《웨딩드레스》는 1997년 12월 6일부터 1998년 2월 15일까지 방영된 KBS 2TV 주말 드라마이다.

## 줄거리
미혼남녀와 중년의 밀고 당기는 사랑 얘기를 통해 결혼의 문제를 탐구해보는 드라마로 화려한 웨딩드레스숍의 두 딸인 착한 성격의 언니 하나와 당찬 동생 두나를 둘러싼 사랑과 결혼 이야기를 다뤘다.

## 등장 인물

### 주요 인물
- 이승연 : 김하나 역 - 장녀
- 김희선 : 김두나 역 - 차녀
- 김민종 : 장풍도 역
- 신현준 : 강우진 역

### 그 외 인물
- 김무생 : 김택두 역 - 할아버지
- 남능미 : 장꽃분 역 - 할머니
- 김용건 : 김 씨 역 - 아버지
- 김영애 : 신정자 역 - 어머니
- 김창숙 : 김완자 역 - 고모
- 홍요섭 : 박달수 역
- 김윤진 : 윤진아 역
- 구본영 : 강인희 역
- 윤다훈
- 송혜교
- 안연홍
- 김민정
- 김형자
- 반효정
- 김규철
- 이원발
- 이배국
- 양미경
- 유준상
- 김여랑 → 구자미 : 신정자 역
- 강우경 : 정혜진 역
- 서갑숙
- 김인문
- 조경환
- 정재순
- 신귀식
- 서우림
- 이미경
- 정동환
- 김하균
- 박현숙
- 강성진
- 조재훈
- 박재현
- 안홍진
- 이칸희
- 이은주
- 신소미
- 박철 : 강재원 역
- 최재형
- 김진국
- 김주호
- 김준수
- 이한위
- 서상원
- 박지영
- 손종범
- 김시원
- 박칠용
- 손정림
- 강경헌
- 권이지 : 하나의 친구이자 웨딩드레스 샵의 직원 역
- 권현영 : 하나의 동생인 두나의 친구이자 웨딩드레스 샵의 직원 역
- 김보경
- 손민우
- 김민정
- 김문찬
- 한현배
- 이승우
- 김현균
- 양정아
- 강양화

### 우정출연
- 이병헌

## 참고 사항
- 당시 신세대 톱스타들을 앞세워 로맨틱 코미디를 표방했지만, 방영 시작 직전 터진 IMF 사태로 인해 '시대에 맞지 않는 호화스러운 드라마'라며 시청자들에게 반감을 샀다.
- 15%대의 저조한 시청률 때문에[2] 조기종영(98년 2월 15일 22회)되었다.[3]
- 그 시간대에는 9시에 방영 중이던 주말연속극 《아씨》를 39회부터 8시로 앞당겨 편성되었다.[4]